# Peppermint (film)
Pour les articles homonymes, voir Peppermint.
Pour plus de détails, voir Fiche technique et Distribution.
Peppermint, ou Déchaînée au Québec, est un film d'action américano-chinois réalisé par Pierre Morel et sorti en 2018.
Il reçoit des critiques plutôt négatives, mais enregistre 52 millions de dollars au box-office mondial pour un budget de 22 millions.

## Synopsis
Riley North est une mère de famille comme beaucoup d'autres. Elle travaille dans une banque de Los Angeles. Un jour, elle voit son mari Chris et sa fille Carly âgée de 10 ans, se faire tuer par trois malfrats appartenant à un gang de narco-trafiquants. Les inspecteurs Stan Carmichael et Moises Beltran parviennent à arrêter les suspects. Cependant, faute de preuves suffisantes, il n'y a pas de condamnation. Indignée par ce verdict, Riley doit être conduite dans un établissement psychiatrique. Parvenant à échapper aux policiers qui l'y emmènent de force, elle disparaît de la ville.
Cinq ans plus tard, après un entraînement physique intense, Riley réapparaît pour se venger des assassins de sa famille et des personnes corrompues qui leur ont permis de s'en sortir innocents.

## Fiche technique
Sauf indication contraire, les informations mentionnées dans cette section peuvent être confirmées par la base de données cinématographiques IMDb,  présente dans la section « Liens externes ».
- Titre original et français : Peppermint
- Titre québécois : Déchaînée
- Réalisation : Pierre Morel
- Scénario : Chad St. John
- Musique : Simon Franglen
- Décors : Ramsey Avery
- Costumes : Lindsay McKay
- Photographie : David Lanzenberg
- Montage : Frédéric Thoraval
- Production : Gary Lucchesi, Tom Rosenberg, Richard S. Wright
  - Production déléguée : David Kern, Renee Tab, Christopher Tuffin
  - Coproduction : Jackie Shenoo
- Sociétés de production : Lakeshore Entertainment, Huayi Brothers et STX Films
- Sociétés de distribution : STX Entertainment (États-Unis), Metropolitan Filmexport (France)
- Budget : 25 millions de dollars[2]
- Pays de production :  États-Unis,  Chine
- Langue originale : anglais
- Format : couleur
- Genre : action, drame, thriller
- Durée : 102 minutes
- Dates de sortie[3] :
  - États-Unis, Québec : 7 septembre 2018
  - France : 12 septembre 2018
- Classification[4] :
  - États-Unis : R
  - France : interdit aux moins de 12 ans

## Distribution
- Jennifer Garner (VF : Laura Blanc ; VQ : Aline Pinsonneault) : Riley North
- John Ortiz (VF : Stéfan Godin ; VQ : Manuel Tadros) : l'inspecteur Moises Beltran
- John Gallagher, Jr. (VF : Axel Kiener ; VQ : Martin Watier) : l'inspecteur Stan Carmichael
- Juan Pablo Raba (en) (VF : Julien Kramer ; VQ : Adrien Bletton) : Diego Garcia
- Annie Ilonzeh (VF : Charlotte Corréa) : l'agent fédéral Lisa Inman
- Cailey Fleming (VF : Sasha Roditi) : Carly North
- Jeff Hephner (VF : Fabrice Josso ; VQ : Kevin Houle) : Christopher North
- Method Man (VF : Julien Meunier) : l'agent Barker
- Tyson Ritter : Sam le sans-abris
- Michael Mosley (VF : Alexis Victor ; VQ : Thiéry Dubé) : Henderson
- Richard Cabral (VF : Benjamin Penamaria) : Salazar
- Johnny Ortiz : Torres
- Eddie Shin (en) : FBI Agent Peter Li
- John Boyd : Marvin
- Chris Johnson : Mickey
- Pell James (en) (VF : Edwige Lemoine ; VQ : Viviane Pacal) : Peg
- Kyla Drew : Maria
- Edilsy Vargas : Jessica
- Erin Carufel : Dr Dubois
- Ian Casselberry (VF : Enrique Carballido) : Cortez
- Michael Reventar (en) : Ortega

 Source et légende : version française (VF) sur RS Doublage
Version française
- Société de doublage : Dubbing Brothers
- Direction artistique : Hervé Bellon
- Adaptation des dialogues : Ludovic Manchette et Christian Niemiec

## Production

### Genèse et développement
En mai 2017, le Français Pierre Morel est annoncé à la réalisation d'un film d'action écrit par Chad St. John et présenté comme « une version féminine de John Wick ».

### Attribution des rôles
En août 2017, Jennifer Garner est annoncée dans le rôle principal du film,. En novembre 2017, elle est rejointe par John Gallagher, Jr. et Richard Cabral. En décembre 2017, Tyson Ritter est officialisé dans le rôle de Sam En janvier 2018, le rappeur Method Man rejoint lui aussi la distribution

### Tournage
Le tournage a lieu à Los Angeles, en 2017.

## Sortie et accueil

### Critique
Aux États-Unis, le film reçoit des critiques plutôt négatives. Sur l'agrégateur Rotten Tomatoes, il n'obtient que 12 % d'opinions favorables pour 82 critiques et une note moyenne de 3,5⁄10. Sur Metacritic, Peppermint reçoit une moyenne de 29⁄100 pour 25 critiques.

### Box-office
| Pays ou région    | Box-office      | Date d'arrêt du box-office | Nombre de semaines |
| ----------------- | --------------- | -------------------------- | ------------------ |
| France            | 190 342 entrées | 23 novembre 2018           | 6                  |
| États-Unis Canada | 35 418 723 $    | 1er novembre 2018          | 8                  |
| Mondial           | 53 918 723 $    | -                          | -                  |